# 決戰三千髮絲 (第2季)
決戰三千髮絲 (第2季) 於2008年6月25日在美國Bravo頻道首播。本季共有十二名參賽的髮型設計師爭取“天才魔髮師 （Shear Genius）的頭銜。賈桂琳·史密斯（Jaclyn Smith）繼續上一季為本季節目主持人。髮型師的指導也仍然為瑞尼·費里斯（Rene Fris）。評審團由第一季的 Sally Hershberger及Michael Carl改為凱莉·艾特頓（Kelly Atterton）及武金姆（Kim Vo）。 

## 參賽髮型師
- Charlie（查利）, 38歲，來自科羅拉多州丹佛
- Daniel（丹尼）, 28歲，來自德州達拉斯
- Dee（荻）, 37歲，來自佛羅里達州邁阿密
- Gail（嘉兒）, 25歲，來自俄亥俄州哥倫布市
- Glenn（嘉玲）, 36歲，來自阿拉巴馬州迪凱特
- Matthew（邁修）, 37歲，來自德州達拉斯
- Meredith（瑪莉迪）, 36歲，來自伊利諾州芝加哥
- Nekisa（妮姬莎）, 29歲，來自加州康科德
- Nicole（妮歌）, 24歲，來自紐約州紐約市
- Oshun（傲迅）, 31歲，來自加州洛杉磯
- Parker（柏加）, 32歲，來自佛羅里達州西棕櫚灘
- Paulo（巴勞）, 37歲，來自 加州聖荷西

## 本季考驗
| 熱身賽 優勝 | Dee | Charlie | Matt | Dee | Nicole | Charlie | Paulo | Daniel | Nicole | 無 |

| 髮型師   | 1    | 2    | 3    | 4    | 5    | 6    | 7    | 8    | 9    | 10         | 集數                                         |
| -------- | ---- | ---- | ---- | ---- | ---- | ---- | ---- | ---- | ---- | ---------- | -------------------------------------------- |
| Dee      | 合格 | 高分 | 合格 | 高分 | 合格 | 合格 | 優勝 | 高分 | 低分 | 天才魔髮師 | 天才魔髮師 Shear Genius                      |
| Charlie  | 高分 | 優勝 | 優勝 | 低分 | 低分 | 合格 | 低分 | 優勝 | 優勝 | 第2名      | 10. 決賽:第2名                               |
| Nicole   | 合格 | 合格 | 低分 | 高分 | 高分 | 合格 | 合格 | 低分 | 合格 | 第3名      | 10. 決賽:第3名                               |
| Daniel   | 優勝 | 合格 | 合格 | 合格 | 合格 | 合格 | 高分 | 高分 | 淘汰 |            | 9. 完美分身 (Avant-Garde)                    |
| Paulo    | 合格 | 低分 | 低分 | 合格 | 優勝 | 合格 | 低分 | 淘汰 |      |            | 8. 意外訪客 (Surprise!)                      |
| Nekisa   | 高分 | 高分 | 合格 | 低分 | 低分 | 低分 | 淘汰 |      |      |            | 7. 各憑本事 (Every Dog Has Its Day)          |
| Glenn    | 合格 | 高分 | 高分 | 優勝 | 合格 | 淘汰 |      |      |      |            | 6. 又見嬌娃 (Hair From Heaven)               |
| Gail     | 低分 | 低分 | 高分 | 合格 | 淘汰 |      |      |      |      |            | 5. 以假亂真 (It Looks Like a Helmet)         |
| Meredith | 合格 | 高分 | 合格 | 淘汰 |      |      |      |      |      |            | 4. 易整髮型大對決 (Do It Yourself)           |
| Matt     | 低分 | 合格 | 淘汰 |      |      |      |      |      |      |            | 3. 艷冠群芳 (Red Carpet Worthy?)             |
| Parker   | 合格 | 淘汰 |      |      |      |      |      |      |      |            | 2. 主婦大戰 (The Best Oranges in the County) |
| Oshun    | 淘汰 |      |      |      |      |      |      |      |      |            | 1. 矇眼剪髮 (In the Dark)                    |

  (天才魔髮師) 此髮型設計師是本季的冠軍天才魔髮師 （Shear Genius）。
  (優勝) 此髮型師的設計是當集淘汰賽的優勝。
  (高分) 此髮型師在當集淘汰賽拿到高分，但不是優勝者。
  (低分) 此髮型師在當集的淘汰賽拿到低分。
  (低分) 此髮型師在當集淘汰賽拿到最後第二名的評價，但沒有被淘汰。
  (淘汰) 此髮型師在當集淘汰賽拿到最低分，並且被淘汰。
  (合格) 此髮型師的作品合格，沒有拿到其中最高分或最低分的評價。
- 在第6集，Charlie 因為在熱身賽中拿到優勝，沒有參與淘汰賽。當集淘汰賽因每位髮型師的表現皆不佳，評審沒有選出當集的優勝。

- 第9集，Nicole因為在熱身賽中勝岀，直接拿到決賽的資格。

## 各集簡介

### 第1集: 矇眼瞼髮 In the Dark
首播: 2008年6月25日 
熱身賽: 髮型師在本賽中要被矇眼為他們的顧客剪髪。在被矇上眼之前，他們有五分鐘的時間與顧客討論要的髮型。設計師有45分鐘的時間來剪髪。每位顧客皆有製作單位所提供的護眼罩，以防危險。武金姆（Kim Vo）是本賽的評審，他會以設計師剪髪的技巧為依據來評審並排列名次。
- 名次：

1. Dee
2. Nicole
3. Meredith
4. Glenn
5. Daniel
6. Gail
7. Charlie
8. Matthew
9. Paulo
10. Parker
11. Nekisa
12. Oshun

- 優勝: Dee

淘汰賽:髮型師要以卡通人物的造型為靈感為他們的模特兒設計髮型。他們依熱身賽的名次來決定挑選模特兒及使用卡通人物的順序。可挑選的卡通人物有崴瑪·福林史東（Wilma Flintstone）、 茱蒂·杰森 （Judy Jetson、貝蒂（Betty Boop）、珍（ Jem）、露西·潘貝魯特（Lucy van Pelt）及玛琦·辛普森 （Marge Simpson）等六位，因此每位卡通人物會有兩位髮型師分別來詮釋。每位髮型師有兩小時的時間完成造型，評判的重點為：創意、設計技巧和卡通人物造型詮釋的方式。
- 優勝: Daniel
- 淘汰: Oshun

評審: 賈桂琳·史密斯、武金姆、凱莉·艾特頓
客座評審: 尼可·艾布里歐 （Neeko），好萊塢明星髮型師

### 第2集: 主婦大戰 The Best Oranges in the County
首播: 2008年7月2日
熱身賽: 髮型師要在45分鐘內為他們的顧客設計岀性感的短髮造型。

## 外部連結
- Shear Genius Page on BRAVOtv.com